# Гарретт, Питер
Питер Роберт Гарретт (англ. Peter Robert Garrett, род. 16 апреля 1953) — австралийский музыкант, защитник окружающей среды, политик и общественный деятель. С 1973 по 2002 год был ведущим вокалистом рок-группы Midnight Oil. В течение десяти лет Гарретт был президентом Австралийского фонда охраны окружающей среды. В 2003 году получил Орден Австралии за вклад в защиту окружающей среды и музыкальную индустрию.
С октября 2004 года Гарретт как член лейбористской партии Австралии заседал в Палате представителей от города Кингсфорд Смит, Новый Южный Уэльс. В ноябре 2007 года, когда лейбористы победили на выборах, премьер-министр Кевин Рудд назначил Гарретта министром окружающей среды, наследия и искусств. В 2010 году он был переизбран и назначен министром школьного образования, детей и молодёжи при премьер-министре Джулии Гиллард. В 2009 году правительство Франции наградило Гарретта Орденом искусств и литературы. В 2010 году Австралийский и всемирный фонд дикой природы представил его к награде «Лидеры живой планеты».

## Музыка и общественная деятельность
Родился в Сиднее, посещал колледж Баркера в Хорнсби, изучал искусство в Австралийском Национальном Университете и право в Университете Нового Южного Уэльса. В 1973 году присоединился к группе «Midnight Oil», прочитав объявление о поиске вокалиста, которое дал в газету ударник Роб Хирст. Из-за социальной и экологической тематики песен «Midnight Oil» называли «совестью Австралии». Гарретт запомнился публике как манерой пения, так и внешним видом — рослый, совершенно лысый и очень подвижный. На сцене он выполнял странные резкие танцевальные движения, что стало частью имиджа группы.
Гарретт дважды возглавлял Австралийский фонд сохранения (1989—1993, 1998—2004). В 1993 году он вступил в Гринпис. Был одним из основателей Фонда серферов и участвовал в разных культурных и общественных организациях.
«Midnight Oil» делали политические заявления на сцене и вне её. Выступая на закрытии Олимпиады в Сиднее перед премьер-министром Джоном Ховардом и многомиллионной телевизионной аудиторией, они надели чёрные головные повязки с надписью «Простите». Это относилось к отказу Ховарда извиниться перед аборигенами Австралии за политику, одобрявшую отлучение детей аборигенов от их родителей.
В 2000 году Гарретт был награждён Австралийским гуманитарным фондом в категории окружающей среды, в 2001 году получил степень почётного доктора литературы в Университете Южного Уэльса.
В 2002 год]у Гарретт ушёл из «Midnight Oil», но в последующие годы несколько раз участвовал в разных благотворительных концертах с ними. В 2004 году «Midnight Oil» дали два концерта в помощь пострадавшим от цунами, а в 2009 году — концерт в Мельбурне в помощь фонду по борьбе с лесными пожарами. Гарретт никогда не выступал сольно или с другими группами.

## Политическая карьера
Впервые баллотировался в Сенат в 1984 году по приглашению Партии ядерного разоружения (незадолго до этого вышел альбом «Midnight Oil» «10, 9, 8, 7, 6, 5, 4, 3, 2, 1» с противоядерной тематикой песен). Ему требовалось набрать 12,5 % голосов, но он набрал 9,6 %, и его партия уступила место в сенате консерваторам.
В июне 2004 года лидер лейбористов Марк Лэтхем объявил Гарретта кандидатом от партии лейбористов в Палату представителей, на место представителя Кингсфорд-Смит. 9 октября Гарретт с лёгкостью прошёл выборы. В 2007 году он был переизбран.
В 2006 году Гарретт проводил кампанию в поддержку лейбористов против «зелёных», говоря избирателям, что последние сотрудничают с консервативной Либеральной партией. Лидер «зелёных», Боб Браун, бывший друг Гарретта, обвинил его в продажности и противостоянии Гринпису.
29 ноября 2007 года премьер-министр Кевин Радд назначил Гарретта министром окружающей среды, наследия и искусств. Гарретт снова настроил против себя «зелёных», приняв решение углубить землечерпалкой акваторию мельбурнского порта Филлип Бэй. В 2008 году он разрешил расширение добычи урана в Южной Австралии и Тасмании. Однако в декабре 2009 года Гарретт вынес отрицательное решение по строительству дамбы в Трейвстоне и форсировал программу теплоизоляции индивидуальных жилищ.
В августе 2010 года Гарретт был переизбран в Сенат, уже с большими трудностями, чем на предыдущих выборах. Он был назначен министром школьного образования.

## Личная жизнь
Cтарший из трёх сыновей в семье, вырос в деревне Варунга в районе Сиднея. Его отец умер, когда Питер учился в школе, а в годы его студенчества на пожаре в их семейном доме погибла и мать Гарретта.
Женат, имеет трёх дочерей — Эмили, Мэй и Грейс. Его племянница Мод Гарретт работает в австралийском офисе Nickelodeon